# 玉手氏
玉手氏（たまでし）は「玉手」を氏の名とする氏族。
姓は臣。のち朝臣。『新撰姓氏録』には武内宿禰男葛木曾頭日古命後とある。

## 概要
『日本書紀』には天武天皇13年（684年）に朝臣姓を賜っているものの、六国史に一切登場しないことから氏族としては早くから衰退していたと考えられる。天平宝字2年（758年）8月28日付の「造東大寺司解」には正八位・玉手朝臣道足とある。
『地下家伝』によると、玉手則清を祖とする南都寺侍の藤井氏・後藤氏が江戸時代まで存続していたとされる。則清は天喜5年（1057年）に生まれ、天仁元年（1108年）に右近将監に任じられ、長承2年（1133年）2月28日に死去したという。則清からは清方-宗清-清景-有清-有国-国平-国助-国兼-国長-国久-国朝-国冬-国春-国重-国氏-藤井国光-国遠-国重-国持-国高-国音-国直-国伴-国豊-国枝-国敦-国当-国俊-国福-国寧と続いた。
また、康和年（1100年）に生まれ、承安2年（1172年）に73歳で死去した右近府生・玉手清貞を始めとして、重貞-吉清-守清-利清-家清-清葛-光葛-真仲-国宗-為久-為玄-国玄-国元-国盛-国益-国成-久永-国家と続く一族もあった。